# Schermen op de Paralympische Zomerspelen 2004
Op de XIIe Paralympische Spelen die in 2004 werden gehouden in het Griekse Athene was schermen een van de 19 sporten die werden beoefend tijdens deze spelen. Voor Nederland en België waren er geen schermers op deze spelen bij het schermen actief

## Mannen

### Floret
| \| Rank \| Land \| \| ---- \| --------- \| \| 1 \| Frankrijk \| \| 2 \| Polen \| \| 3 \| China \| |           |
| Rank                                                                                              | Land      |
| 1                                                                                                 | Frankrijk |
| 2                                                                                                 | Polen     |
| 3                                                                                                 | China     |

| Klasse | !land | Goud         | land | Zilver            | land | Brons        |
| ------ | ----- | ------------ | ---- | ----------------- | ---- | ------------ |
| A      | FRA   | Cyril More   | POL  | Radoslaw Stanczuk | HKG  | Wai Ip Kwong |
| B      | UKR   | Andriy Komar | POL  | Robert Wysmierski | USA  | John Rodgers |

### Degen
| \| Rank \| Land \| \| ---- \| -------- \| \| 1 \| China \| \| 2 \| Hongkong \| \| 3 \| Polen \| |          |
| Rank                                                                                            | Land     |
| 1                                                                                               | China    |
| 2                                                                                               | Hongkong |
| 3                                                                                               | Polen    |

| Klasse | !land | Goud           | land | Zilver     | land | Brons          |
| ------ | ----- | -------------- | ---- | ---------- | ---- | -------------- |
| A      | HKG   | Ying Ki Fung   | CHN  | Lei Zhang  | POL  | Dariusz Pender |
| B      | HKG   | Charn Hung Hui | POL  | Piotr Czop | UKR  | Andriy Komar   |

### Sabel
| \| Rank \| Land \| \| ---- \| --------- \| \| 1 \| Hongkong \| \| 2 \| Polen \| \| 3 \| Frankrijk \| |           |
| Rank                                                                                                 | Land      |
| 1 | Hongkong  |
| 2 | Polen     |
| 3 | Frankrijk |

| Klasse | !land | Goud               | land | Zilver          | land | Brons               |
| ------ | ----- | ------------------ | ---- | --------------- | ---- | ------------------- |
| A      | ITA   | Alberto Pellegrini | POL  | Stefan Makowski | POL  | Arkadiusz Jablonski |
| B      | POL   | Robert Wysmierski  | HKG  | Charn Hung Hui  | HUN  | Pal Szekeres        |

## Vrouwen

### Floret
| \| Rank \| Land \| \| ---- \| --------- \| \| 1 \| Hongkong \| \| 2 \| Hongarije \| \| 3 \| Frankrijk \| |           |
| Rank | Land      |
| 1 | Hongkong  |
| 2 | Hongarije |
| 3 | Frankrijk |

| Klasse | !land | Goud          | land | Zilver         | land | Brons              |
| ------ | ----- | ------------- | ---- | -------------- | ---- | ------------------ |
| A      | HKG   | Chui Yee Yu   | HKG  | Pui Shan Fan   | HUN  | Zsuzsanna Krajnyak |
| B      | THA   | Saysunee Jana | HKG  | Yui Chong Chan | POL  | Marta Wyrzykowska  |

### Degen
| \| Rank \| Land \| \| ---- \| --------- \| \| 1 \| Hongkong \| \| 2 \| Hongarije \| \| 3 \| Polen \| |           |
| Rank                                                                                                 | Land      |
| 1 | Hongkong  |
| 2 | Hongarije |
| 3 | Polen     |

| Klasse | !land | Goud           | land | Zilver       | land | Brons          |
| ------ | ----- | -------------- | ---- | ------------ | ---- | -------------- |
| A      | HKG   | Chui Yee Yu    | HKG  | Pui Shan Fan | FRA  | Patricia Picot |
| B      | HKG   | Yui Chong Chan | HUN  | Gyongyi Dani | THA  | Saysunee Jana  |

Atletiek · Bankdrukken · Basketbal · Blindenvoetbal · Boogschieten · Boccia · CP-voetbal · Goalball · Judo · Paardensport · Rugby · Schermen · Schietsport · Tafeltennis · Tennis · Volleybal · Wielersport · Zeilen · Zwemmen
Rome 1960 ·
Tokio 1964 ·
Tel Aviv 1968 ·
Heidelberg 1972 ·
Toronto 1976 ·
Arnhem 1980 ·
New York & Stoke Mandeville 1984 ·
Seoel 1988 ·
Barcelona 1992 ·
Atlanta 1996 ·
Sydney 2000 ·
Athene 2004 ·
Peking 2008 ·
Londen 2012 ·
Rio de Janeiro 2016 ·
Tokio 2020 ·
Parijs 2024 ·
Los Angeles 2028